# 鬼籍
鬼籍（きせき）とは、死者（漢語で言う「鬼」）の名前を記録する籍であり、仏教や民間信仰などでは地獄の閻魔大王の手元で管理されているとされる書類である。鬼録（きろく）、生死簿（せいしぼ）、閻魔帳（えんまちょう）とも呼ばれる。

## 概説
閻魔大王など、死者を裁く冥府の裁判官などが管理されているとされるこの書類には、死んだ者の姓名や年齢などが記されている。また、生きている者の寿命がすべて記されているともされている。
ここでの「鬼」は、日本において一般に想像される鬼（赤鬼や青鬼など）ではなく、死者の霊魂を指している。慣用表現として用いられている「鬼籍に入(い)る」というフレーズは、鬼籍（閻魔帳）に死んだ人の名前と情報が記載されることを示しており、人が「死ぬ」という意味や、比喩的に物事が「廃止される」という意味である。「鬼録に登る」も同義。また、日本では寺院で記録される「過去帳」も鬼籍とも呼ぶこともある。

## 鬼籍などの登場する物語
寿命が尽き亡くなった者の姓名が記されているが、同姓同名の人間が似た土地、近い土地などに存在していたために冥府側で書類の不備が起き、本来の寿命とは違う人間が亡くなってしまったという内容の物語や説話が、中国や平安時代以後の日本の説話集などに見ることが出来る。誤って亡くなってしまった人間の鬼（たましい）は、遺体が処理されてしまうなどして蘇生することが出来ず、本来亡くなるはずであった人間（手続きがきちんとなされてこちらのたましいは冥府へ連れてゆかれる）の体に入って蘇生をし、自分の家へ戻ったり、その家族たちの間で騒ぎが起こったりするのが主な展開である。また、同姓同名による手違いではなく、自然発生的な不意の要因（事故や疫病など）で書類上の寿命よりも早い段階で亡くなってしまった者も、書類が優先されて現世へ帰されることになるが、同じく蘇生するための体が存在しなく、手ごろな遺体にたましいをうつされてしまう物語も多く残されている。
中国の小説『西遊記』第3回では、冥府にある書類として生死簿が登場しており、人間だけではなくあらゆる生物（十類）の寿命が書かれているとされ、孫悟空は自分の寿命が記されている箇所を墨で抹消して無効にし、不死の体を得ている。

## 同義語と類語
- 点鬼簿（てんきぼ） - 過去帳のこと[4]。この「鬼」も死者の霊をさしている。
- 質阻羅笈多（しつそらきゅうた） - ヤマ（閻魔大王）のもとで人間たちの善悪を記した書類を管理しているとされる役人、記録官。中国では司命（しめい）とも呼ばれる[5]。
- 冥籍（めいせき） - 冥界に存在する鬼（霊鬼）たちが登録されている戸籍。これをもとに転生などの執行が管理されていると考えられていた[6]。